# Constantin Tarchaniotès
Constantin Tarchaniotès est un fonctionnaire byzantin de l'empereur Jean VI Cantacuzène. Il est chargé par ce dernier de lever des taxes pour reconstruire la marine byzantine. Jean VI Cantacuzène souhaite en effet se détacher de l'influence trop importante de Gênes qui contrôle en grande partie l'approvisionnement de Constantinople. À la suite de la défaite et de l'annihilation de la marine byzantine en 1349 du fait d'un mouvement de panique des équipages inexpérimentés, Jean VI Cantacuzène n'abandonne pas son objectif. Toutefois, Constantin Tarchaniotès est accusé d'extorquer des sommes énormes à la population byzantine. L'enquête révèle néanmoins que ces accusations sont infondées et que les sommes prélevées sont modérées et servant uniquement à l'entretien de la marine.
En 1352, il dirige la petite flotte byzantine lors de la guerre opposant l'Aragon à Gênes. L'Empire byzantin est alors allié à l'Aragon, soutenu aussi par Venise. En février 1352, les trois flottes se rassemblent à Constantinople et le 13 février, la flotte génoise engage la bataille qu'elle remporte du fait de l'incompétence des capitaines catalans. Cette défaite entraîne la retraite des Catalans suivie par celle des Vénitiens. Jean VI Cantacuzène se retrouve alors contraint de signer la paix.